# Jonas Mendes
Jonas Mendes (Bissau, Guinea-Bissau, 20 de noviembre de 1989) es un futbolista de Guinea-Bissau que juega en la posición de guardameta y que milita en el Kalamata FC de la Segunda Superliga de Grecia.

## Carrera

### Club
| Periodo   | Club                  |
| --------- | --------------------- |
| 2007-2011 | Amora FC              |
| 2011-2013 | SC Beira-Mar          |
| 2013-2014 | Atlético CP           |
| 2015-2016 | SC Vianense           |
| 2016      | FC Vizela             |
| 2016-2017 | SC Salgueiros         |
| 2017-2019 | Académico de Viseu FC |
| 2019-2021 | Black Leopards        |
| 2022      | Zakynthos             |
| 2022-     | Kalamata FC           |

### Selección nacional
Debutó con Guinea-Bissau el 16 de noviembre de 2010 en una derrota por 1-2 ante Cabo Verde en un partido amistoso jugado en Lisboa. Ha disputado la Copa Africana de Naciones de 2017, 2019 y 2021 y actualmente es el jugador con más partidos con la selección nacional.